# فريدريش فيلهلم، دوق شليسفيغ هولشتاين زوندربورغ غلوكسبورغ
فريدريش فيلهلم بول ليوبولد (بالألمانية: Friedrich Wilhelm von Schleswig-Holstein-Sonderburg-Glücksburg)‏ (4 January 1785 – 17 February 1831) (4 يناير 1785 - 17 فبراير 1831)؛ أصبح دوق شليسفيغ-هولشتاين-سوندربورغ-غلوكسبورغ وفي السابق كان دوق شليسفيغ-هولشتاين-سوندربورغ-بيك، هو مؤسس بيت الملكي الذي يتضمن في المستقبل الدنمارك واليونان والنرويج والمملكة المتحدة، من خلال ابنه الخامس في المستقبل كريستيان التاسع ملك الدنمارك.
ولد فريدريش فيلهلم في لينديناو الواقعة في بروسيا الشرقية (تقع البلدة اليوم في بولندا على مقربة من حدود أوبلاست كالينينغراد الروسية) باعتباره الابن الوحيد لـ فريدريش كارل لودفيغ دوق شلسفيغ-هولشتاين-سوندربورغ-بيك والكونتيسة فريدريكه من شليبن، يعتبر الملك فريدريك السادس عرابه الذي كان آنذاك الحاكم الوصي.
كان والده رئيسًا لأسرة شلسفيغ-هولشتاين-سوندربورغ-بيك هو فرع صغير سلالة أولدنبورغ من ناحية الذكور، تنحدر العائلة من هانس الثاني دوق شلسفيغ-هولشتاين-سوندربورغ الابن الأصغر للملك كريستيان الثالث ملك الدنمارك، قام حفيده الدوق أوغست فيليب بكسر علاقاته مع الدنمارك وهاجر نحو الأراضي الألمانية، هناك حصل على ملكية قصر بيك في ويستفاليا، لذلك تم تسمية أسرته بـ شلسفيغ-هولشتاين-سوندربورغ-بيك، دخل أبناؤه وأحفادهم إلى الخدمة البروسية والبولندية والروسية العسكرية، وفي الآونة الأخيرة شغل والده وجده مناصب مهمة في الجيش الملكي البروسي، توفي جده في معركة كونيرسدورف التي كانت كارثة حقيقة للبروسيين أثناء حرب السنوات السبع.
نشأ الأمير في بروسيا الشرقية وتلقى تعليمه الأول هناك حتى تقاعد والده  من الجيش في 1798، ومنذ 1798 حتى 1802 تم أرسله إلى أكاديمية الفرسان في براندنبورغ آن در هافل، في 1803 درس في جامعة لايبتزغ بـ ساكسونيا تحت إشراف والد المستقر في المدينة منذ تقاعده، على الرغم من أن أسلافه تدربوا في الجيش البروسي، إلا أن الأب لم يعد على علاقة جيدة مع الملك البروسي بسبب بعض التصرفات المؤسفة مؤخراً، وبالتالي أراد إيجاد فرص وظيفية لابنه في مكان آخر.
لذلك منذ عام 1804 أرسله إلى الدنمارك-النرويج موطن أسلافه، حيث عينه عرابه برتبة رتمايستر في  الحرس الخيالة الملكية، وبعد عام انتقل إلى العاصمة كوبنهاغن وأصبح يقيم في تكنة حرس الخيالة في وسط العاصمة، وبعد عام واحداً في العاصمة نقل الأمير بناءً على طلبه إلى دوقية هولشتاين، بحيث دخل في الخدمة الدفاع مع حرس الحدود الجنوبية للمملكة، وأيضا عمل كضابط في الجيش الدنماركي خلال الحروب النابليونية،  ومنذ عام 1809 تم تعيينه برتبة رائد في هيئة الأركان العامة لدوقيتي شلسفيغ وهولشتاين، وتم إيواءه مع حمو عرابه كارل أمير هسن-كاسل رئيس أركان العامة وهناك إلتقى مع ابنته الصغرى غير متزوجة الأميرة لويز كارولين وتزوجوا في 26 يناير 1810، يعني هذا أنه أصبح عديل عرابه فريديريك السادس ملك الدنمارك بحيث كانت شقيقتها الكبرى متزوجة من الملك منذ 1790، ومع وفاة والده في عام 1816، ورث لقب دوق شلسفيغ -هولشتاين-سوندربورغ-بيك باعتباره فريدرش فيلهلم الرابع، وفي عام 1824 توفيت وفاة أرملة أخر دوقات غلوكسبورغ الكبار المتوفي هو الآخر في 1779، نقل عديله الملك فريدريك السادس قلعة غلوكسبورغ إليه في 1825. 

## الذرية
- الأميرة لويز ماري فريدريكه (23 أكتوبر 1810 - 11 مايو 1869).
- الأميرة فريدريكه كارولين يوليان (9 أكتوبر 1811 - 10 يوليو 1902).
- كارل دوق شلسفيغ-هولشتاين-سوندربورغ-غلوكسبورغ (30 سبتمبر 1813 - 24 أكتوبر 1878)؛ تزوج من الأميرة فيلهلمين ماري ابنة الملك فريديريك السادس، ليس لديهم ذرية، كان من مدافعين عن قضية شلسفيغ هولشتاين ضد الدنمارك.
- فريدرش دوق شلسفيغ-هولشتاين-سوندربورغ-غلوكسبورغ (23 أكتوبر 1814 - 27 نوفمبر 1885)؛ خليفة شقيقه، ومن نسله اليوم كارل السادس عشر غوستاف ملك السويد، أصبح ابنه وأحفاده من بعده رؤساء أسرة شلسفيغ-هولشتاين بعد انقراض الخط الأكبر.
- الأمير فيلهلم (10 أبريل 1816 - 5 سبتمبر 1893)؛ عسكري في الجيش النمساوي والروسي والدنماركي.
- كريستيان التاسع ملك الدنمارك (8 أبريل 1818 - 29 يناير 1906).
- الأميرة لويز (18 نوفمبر 1820 - 30 نوفمبر 1894)؛ راهبة.
- الأمير يوليوس (14 أكتوبر 1824 - 1 يونيو 1903)؛ أصبح لفترة مستشار ملك اليونان.
- الأمير يوهان (5 ديسمبر 1825 - 27 مايو 1911)؛ عسكري في الجيشين البروسي والدنماركي، وأيضا أصبح لفترة وجيزة الوصي على العرش اليوناني.
- الأمير نيكولاوس (22 ديسمبر 1828 - 18 أغسطس 1849 في حادث).